# Sungjong
Lee Sung-jong (Hangul: 이성종; hanja: 李成種; Gwangju, 3 de septiembre de 1993), conocido como Sungjong, es un cantante surcoreano. Es el vocalista del grupo masculino surcoreano INFINITE, bajo la agencia Woollim Entertainment. Es también el vocalista de Infinite F.

## Biografía
Lee Sung-jong nació en Gwangju, Corea del Sur, el 3 de septiembre de 1993. Se graduó del Instituto de Artes Jeoju el 7 de febrero de 2012, y actualmente está estudiando en la Universidad Kongju. Tiene un hermano tres años menor llamado Lee Seon-gyu.

## Carrera

### Infinite
Sungjong fue inicialmente introducido como vocalista de la banda Infinite en 2010. Su primera participación como miembro fue durante el predebut del grupo en el reality You Are My Oppa (Eres Mi Oppa). El grupo oficialmente debutó el 9 de junio de 2010.

### Infinite F
Infinite F fue oficialmente anunciado durante el One Great Step Returns concierto encore y con la participación de los miembros Sungyeol, L, y Sungjong. Allí presentaron la canción "My Heart is Beating". La unidad liberó su primera canción "I'm Going Crazy" en el segundo álbum de Infinite, "Season 2". El 19 de noviembre de 2014, debutaron oficialmente en Japón con su álbum, "Koi No Sign" y  en Corea con el álbum solo, "Azure" el 2 de diciembre de 2014.

## Vida personal

### Salud
En 2014 se anunció que Sungjong fue diagnosticado con desbalance de cadera, escoliosis y cuello recto. Recibió  tratamiento de ejercicio de rehabilitación biomecánica 3D en el Gangnam Choice Hospital.

## Filmografía

### Película
| Año  | Título                                                 | Papel    |
| ---- | ------------------------------------------------------ | -------- |
| 2012 | NFINITE Concert Second Invasion Evolution The Movie 3D | Él mismo |
| 2014 | Grow: Infinite's Real Youth Life                       | Él mismo |

### Serie de televisión
| Año  | Título                       | Red        | Papel          | Notas                                               |
| ---- | ---------------------------- | ---------- | -------------- | --------------------------------------------------- |
| 2011 | Wara Tienda                  | Tooniverse | Él mismo (voz) |                                                     |
| 2011 | Justo Como Aquel Espectáculo | Tooniverse | Él mismo       | El nombre del espectáculo es '막이레쇼' en coreano. |

### Presentador
| Año                                      | Nombre                | Red      |
| ---------------------------------------- | --------------------- | -------- |
| 2014–2015                                | Super Idol Chart Show | Mnet     |
| 18 de abril de 2017 - 4 de julio de 2017 | Stargram              | SBS Plus |

### Reality Shows
| Año       | Título                     | Red        | Nota                           |
| --------- | -------------------------- | ---------- | ------------------------------ |
| 2010      | Infinite! You Are My Oppa  | Mnet       |                                |
| 2010      | Children Of The Night      | MBC        |                                |
| 2010      | Star Golden Bell           | KBS        |                                |
| 2011      | Strong Heart               | SBS        |                                |
| 2011      | Beatles Code               | Mnet       |                                |
| 2011      | Life Or Death Situation 1% | E Channel  |                                |
| 2015      | Real Men                   | MBC        |                                |
| 2015-2016 | Infinite Showtime          | MBC Every1 | Elenco Regular, Episodios 1-12 |
| 2016      | Law Of The Jungle in Tonga | SBS        | Episodios 208-211              |
| 2016      | Weekly Idol                | MBC        | Episodio 269 con Infinite      |
| 2016      | After School Club          | Arirang TV | Episodio 231 con Infinite      |